# Saint-Laurent-du-Mottay

Saint-Laurent-du-Mottay este o comună în departamentul Maine-et-Loire, Franța. În 2009 avea o populație de 782 de locuitori.